# Buncey
Buncey ist eine französische Gemeinde mit 358 Einwohnern (Stand 1. Januar 2022) im Département Côte-d’Or in der Region Bourgogne-Franche-Comté. Sie gehört zum Kanton Châtillon-sur-Seine und zum Arrondissement Montbard.

## Geografie
Buncey wird von der ehemaligen Route nationale 71 tangiert. Diese wurde zu einer Départementsstraße abgestuft.
Nachbargemeinden sind Sainte-Colombe-sur-Seine im Nordwesten, Châtillon-sur-Seine im Norden, Villiers-le-Duc im Osten, Nod-sur-Seine im Süden, Chamesson im Südwesten und Ampilly-le-Sec im Westen.

## Bevölkerungsentwicklung
| Jahr                       | 1962 | 1968 | 1975 | 1982 | 1990 | 1999 | 2008 | 2015 |
| -------------------------- | ---- | ---- | ---- | ---- | ---- | ---- | ---- | ---- |
| Einwohner                  | 353  | 352  | 286  | 364  | 395  | 386  | 379  | 382  |
| Quellen: Cassini und INSEE |      |      |      |      |      |      |      |      |

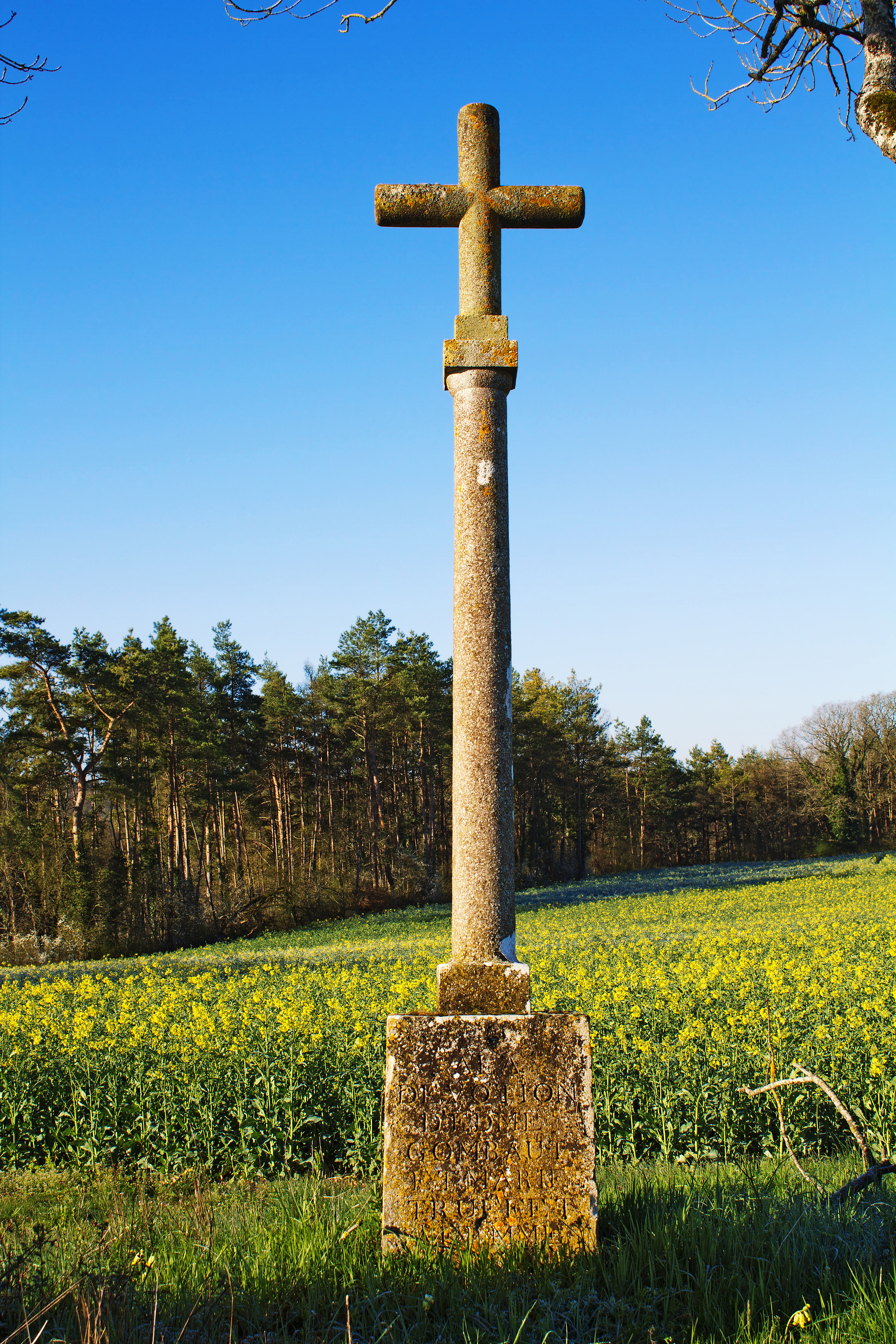
Eines der Flurkreuze im Gemeindegebiet
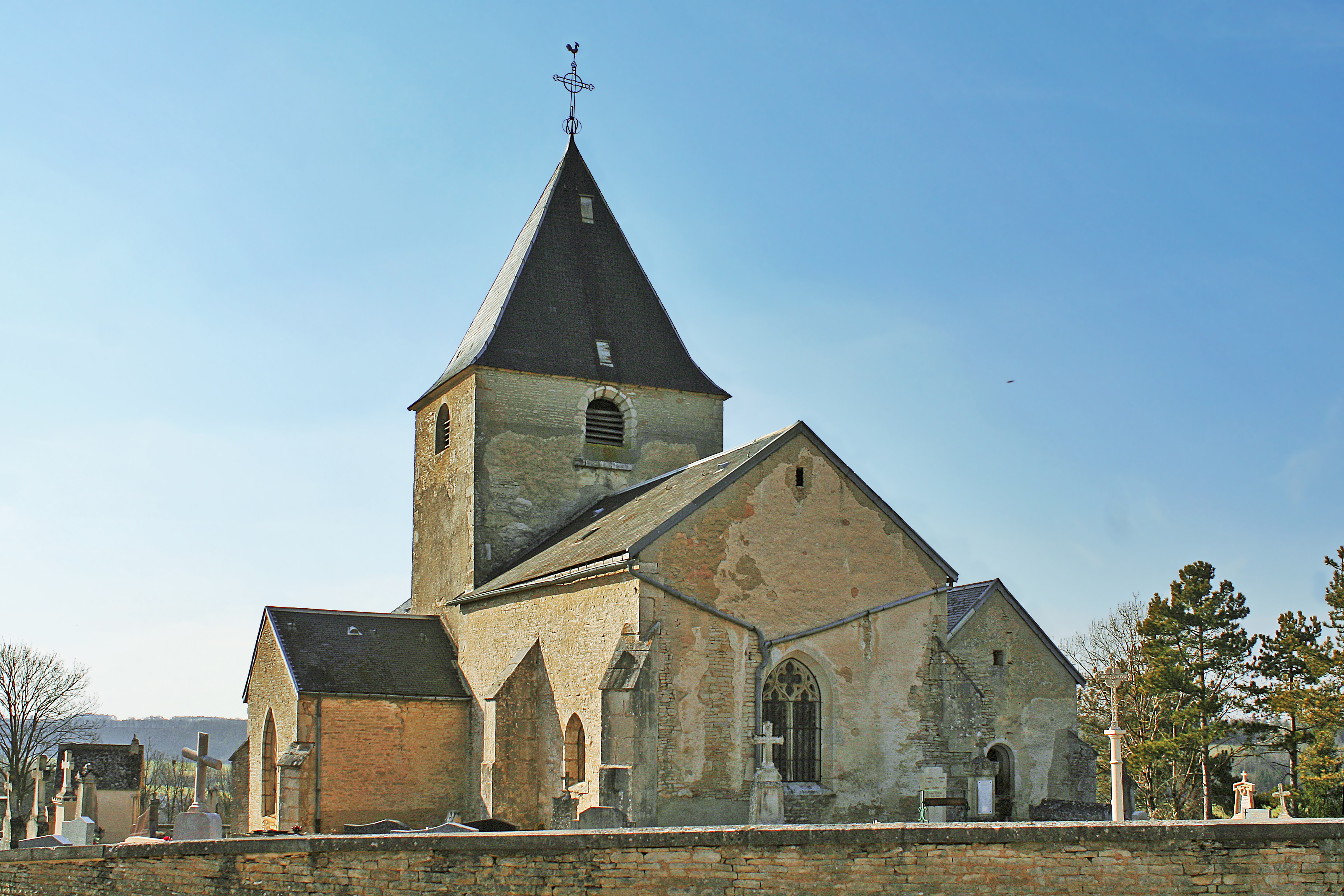
Kirche
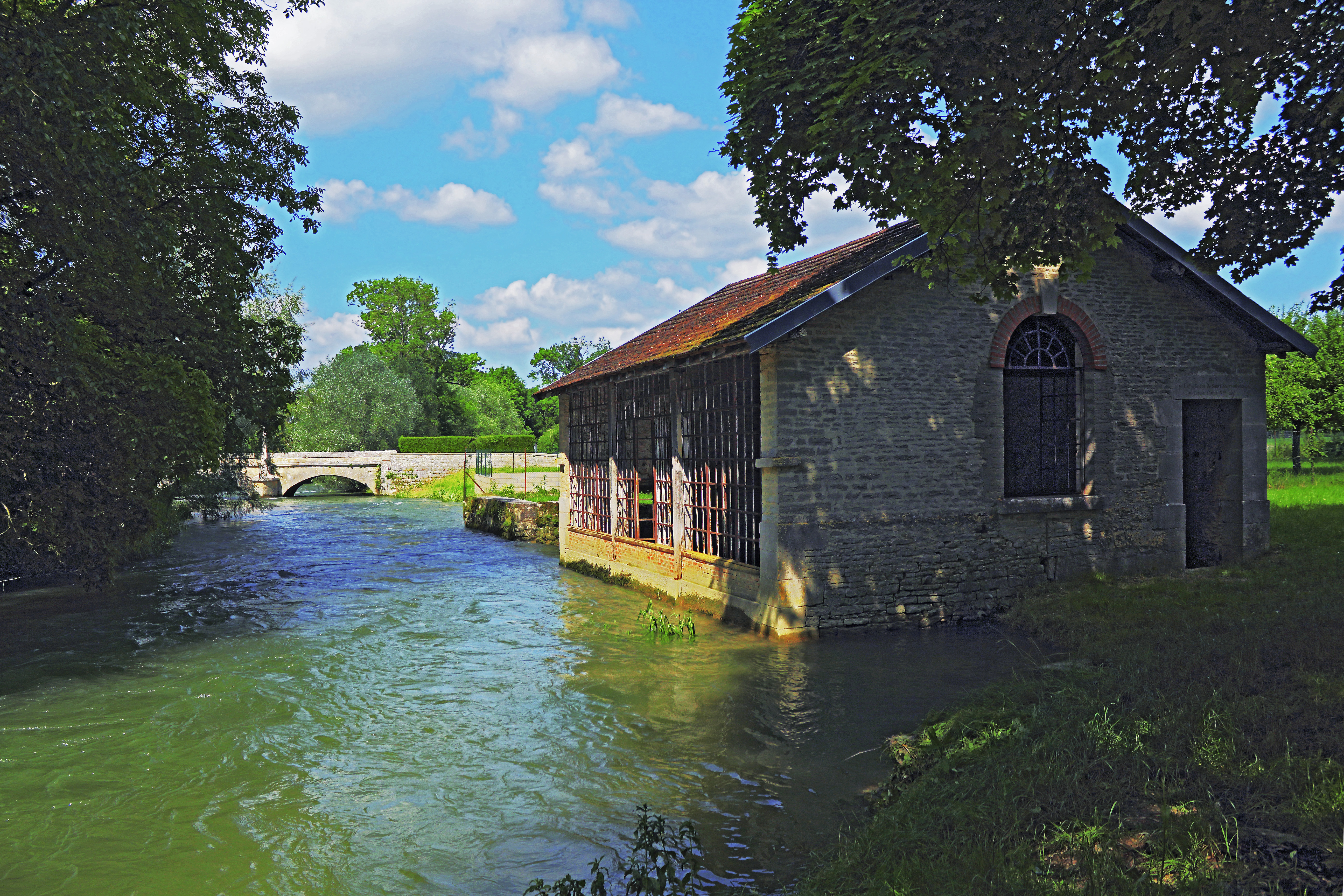
Lavoir an der Seine, die die Gemeindegemar-kung im Nordwesten durchfließt
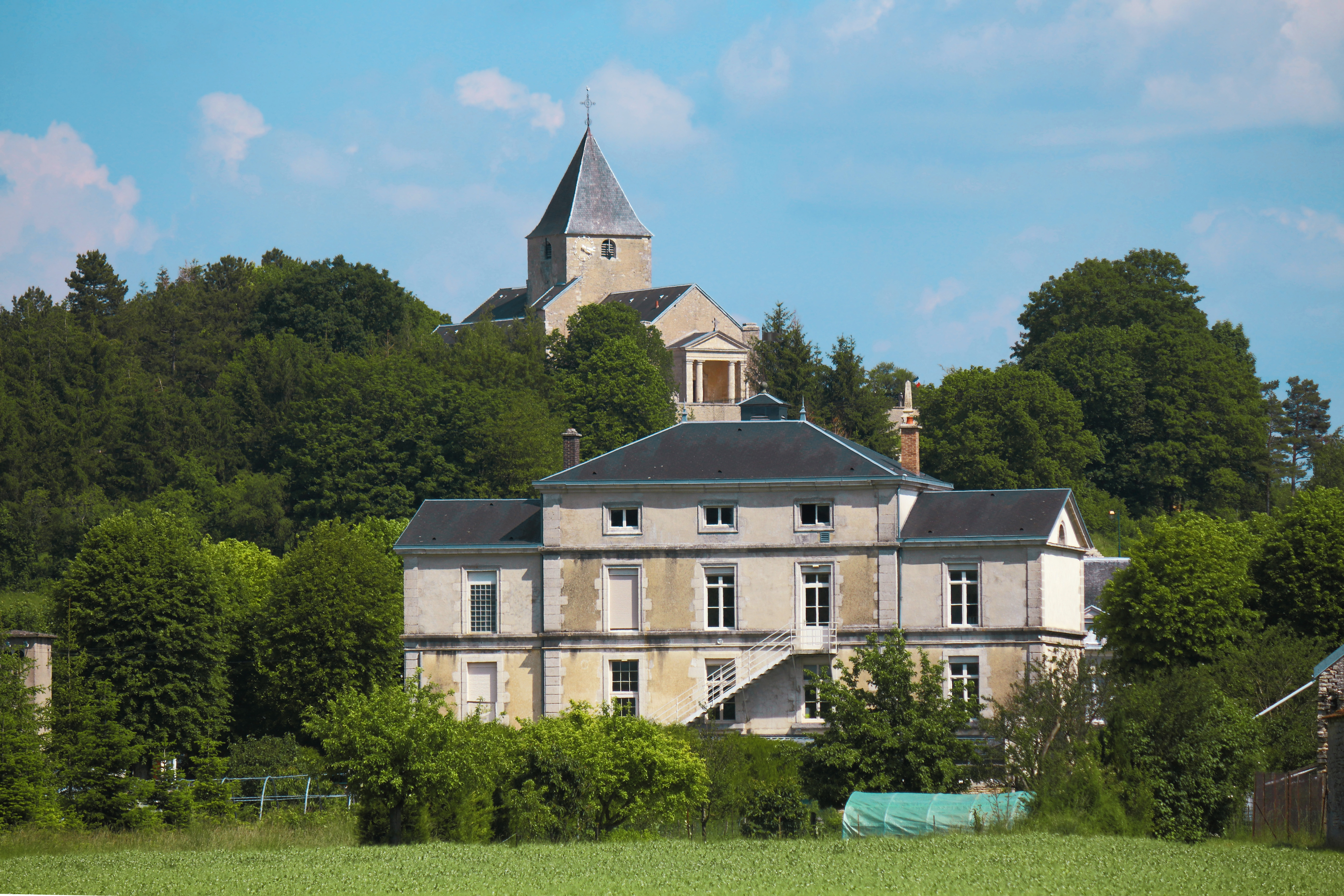
Mairie von Buncey
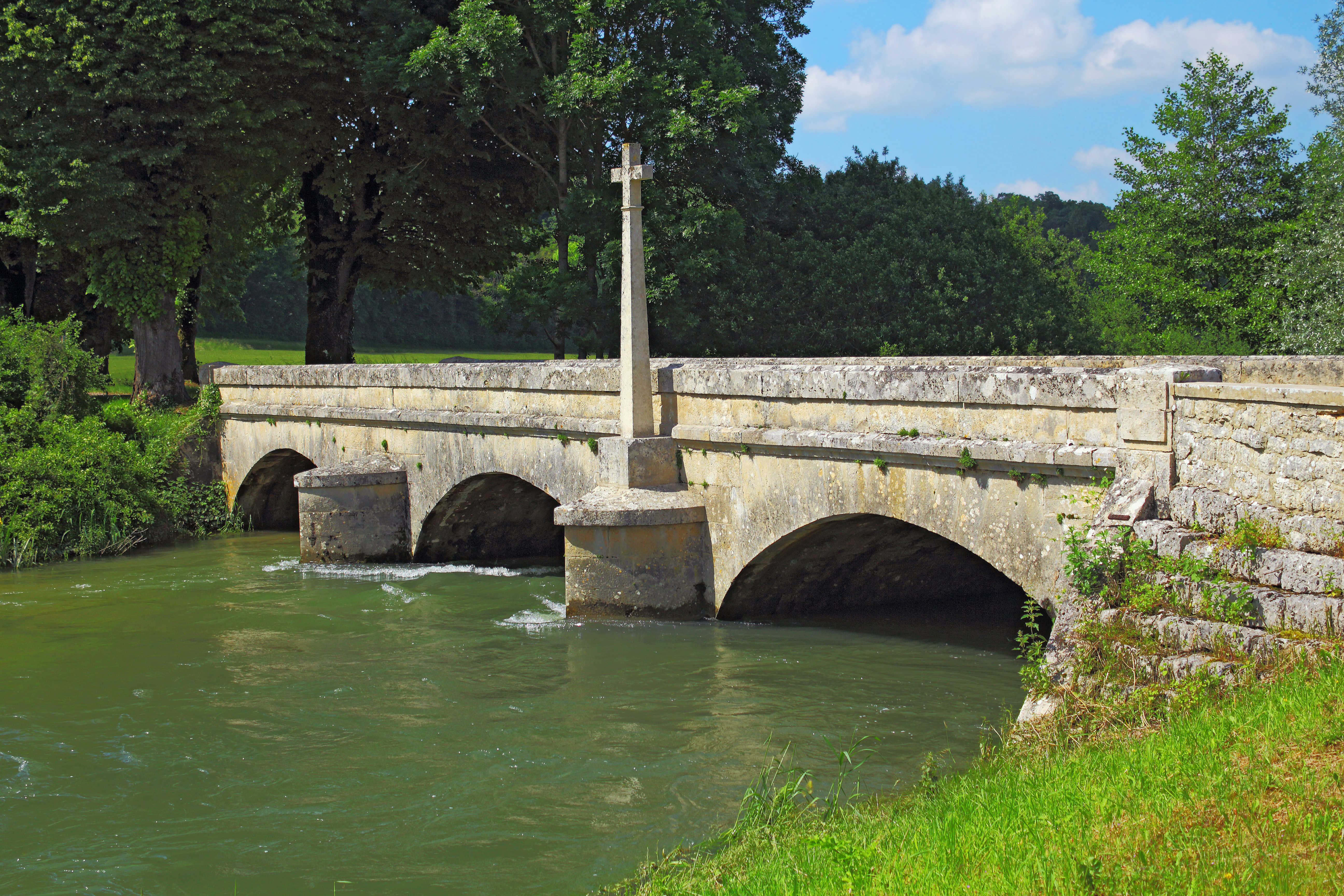
Flurkreuz und Brücke über die Seine